# بکارائوکا
بکارائوکا (به لاتین: Bekaraoka) یک منطقهٔ مسکونی در ماداگاسکار است که در ونگایندرانو واقع شده‌است. بکارائوکا ۳٬۰۰۰ نفر جمعیت دارد و ۲۴ متر بالاتر از سطح دریا واقع شده‌است.